# بين نيوتن (لاعب كرة قدم)
بين نيوتن (بالإنجليزية: Ben Newton)‏ هو لاعب كرة قدم بريطاني في مركز جناح ‏، ولد في 10 أكتوبر 1934 في غريمسبي ‏ في المملكة المتحدة. لعب مع غريمسبي تاون.